# 517 (số)
517 (năm trăm mười bảy) là một số tự nhiên ngay sau 516 và ngay trước 518.